# Placerville (Kalifornia)
Placerville – miasto w Stanach Zjednoczonych, w stanie Kalifornia, w hrabstwie El Dorado. W tym mieście dorastał Thomas Kinkade.